# Гумбольдт (Канзас)
Гумбольдт (англ. Humboldt) — місто (англ. city) в США, в окрузі Аллен штату Канзас. Населення — 1847 осіб (2020).

## Географія
Гумбольдт розташований за координатами 37°48′41″ пн. ш. 95°26′15″ зх. д. / 37.81139° пн. ш. 95.43750° зх. д. (37.811439, -95.437476).  За даними Бюро перепису населення США в 2010 році місто мало площу 3,74 км², з яких 3,73 км² — суходіл та 0,01 км² — водойми.

## Демографія
Згідно з переписом 2010 року, у місті мешкали 1953 особи в 829 домогосподарствах у складі 511 родини. Густота населення становила 522 особи/км².  Було 923 помешкання (247/км²).
Расовий склад населення:
| - 94,0 % — білих - 1,4 % — чорних або афроамериканців - 0,6 % — корінних американців - 0,1 % — вихідців з тихоокеанських островів - 2,0 % — осіб інших рас |

До двох чи більше рас належало 2,0 %. Частка іспаномовних становила 5,1 % від усіх жителів.
За віковим діапазоном населення розподілялося таким чином: 25,2 % — особи молодші 18 років, 56,8 % — особи у віці 18—64 років, 18,0 % — особи у віці 65 років та старші. Медіана віку мешканця становила 40,7 року. На 100 осіб жіночої статі у місті припадало 88,0 чоловіків;  на 100 жінок у віці від 18 років та старших — 84,8 чоловіків також старших 18 років.
Середній дохід на одне домашнє господарство  становив 46 464 долари США (медіана — 34 875), а середній дохід на одну сім'ю — 54 001 долар (медіана — 46 900). Медіана доходів становила 35 550 доларів для чоловіків та 32 578 доларів для жінок. За межею бідності перебувало 11,1 % осіб, у тому числі 17,6 % дітей у віці до 18 років та 10,9 % осіб у віці 65 років та старших.
Цивільне працевлаштоване населення становило 806 осіб. Основні галузі зайнятості: виробництво — 31,6 %, освіта, охорона здоров'я та соціальна допомога — 29,2 %, роздрібна торгівля — 6,1 %, мистецтво, розваги та відпочинок — 6,0 %.